# Chlerogas townesi
Chlerogas townesi là một loài Hymenoptera trong họ Halictidae. Loài này được Brooks & Engel mô tả khoa học năm 1999.